# Bernd Althusmann
Bernd Althusmann, né le 3 décembre 1966 à Oldenbourg, est un homme politique allemand membre de l'Union chrétienne-démocrate d'Allemagne (CDU).
Ancien officier de la Bundeswehr, formé aux ressources humaines, il est élu député au Landtag de Basse-Saxe lors des élections régionales de 1994. Il devient neuf ans plus tard secrétaire général du groupe CDU, désormais au pouvoir. Il démissionne en 2009, à la suite de sa nomination comme secrétaire d'État du ministère régional de l'Éducation, dont il prend la direction l'année suivante.
Il retourne dans l'opposition après les élections de 2013. En 2016, il est désigné président et chef de file électoral de la CDU de Basse-Saxe. Après avoir échoué à remporter les élections de 2017, il devient vice-ministre-président et ministre de l'Économie de la grande coalition mise en place par Stephan Weil.

## Éléments personnels

### Formation et carrière
Il passe son Abitur à Lunebourg en 1986, puis s'engage dans la Bundeswehr et y mène, jusqu'en 1994, une carrière d'officier. Il suit, parallèlement, une formation en ressources humaines à l'université Helmut Schmidt, université de l'armée fédérale basée à Hambourg, puis entreprend des études en gestion des affaires dans une école privée située à Lahr/Schwarzwald.

### Vie privée
Fils d'un pasteur protestant et d'une infirmière, il s'installe à Lunebourg en 1976. Il est aujourd'hui divorcé de sa première femme, avec qui il a deux enfants, et vit avec sa nouvelle compagne, avec qui il a un enfant. Il est en outre de confession protestante.

## Parcours politique
Il est élu à 27 ans député au Landtag de Basse-Saxe au cours des élections législatives régionales du 13 mars 1994, alors que le SPD remporte la majorité absolue. Après les élections du 2 février 2003, il est désigné secrétaire général du groupe parlementaire de la CDU, désormais au pouvoir sous l'autorité de Christian Wulff.
Il démissionne de son mandat et de ses fonctions en 2009, après avoir été choisi comme secrétaire d'État du ministère de l'Éducation. Le 27 avril 2010, Bernd Althusmann est nommé ministre de l'Éducation dans le cabinet Wulff II. Il est confirmé le 1er juillet, lorsque David McAllister accède au pouvoir. Il est remplacé le 19 février 2013 par la sociale-démocrate Frauke Heiligenstadt.
L'Union chrétienne-démocrate l'investit en 2016 comme futur chef de file électoral, puis en fait son président régional. Au cours des élections législatives régionales anticipées du 15 octobre 2017, la CDU subit un revers avec 50 députés sur 137, soit quatre de moins qu'en 2013. Elle perd ainsi son statut de première force politique régionale, acquise en 2003. Le 22 novembre suivant, il devient vice-ministre-président, ministre de l'Économie, du Travail, des Transports et du Numérique dans le cabinet de grande coalition du ministre-président social-démocrate Stephan Weil.